# Two Rivers (Wisconsin)
Two Rivers é uma cidade localizada no estado norte-americano de Wisconsin, no Condado de Manitowoc.

## Demografia
Segundo o censo norte-americano de 2000, a sua população era de 12.639 habitantes.
Em 2006, foi estimada uma população de 12.010, um decréscimo de 629 (-5.0%).

## Geografia
De acordo com o United States Census Bureau tem uma área de
15,8 km², dos quais 14,7 km² cobertos por terra e 1,1 km² cobertos por água.

## Localidades na vizinhança
O diagrama seguinte representa as localidades num raio de 24 km ao redor de Two Rivers.